# Дорога без сну
«Дорога без сну» — радянський художній фільм-драма 1946 року, знятий режисером Камілем Ярматовим на Ташкентській кіностудії.

## Сюжет
Дія фільму відбувається в Ташкенті під час Німецько-радянської війни. Хірург Сахіб Ніязі працює над новим методом зрощування переломів кісток. Досліди над тваринами дали позитивні результати. Але через те, що перша операція на людині пройшла невдало, доктор Карат Хачатуров не вірить в досліди Сахіба і всіляко гальмує продовження цих дослідів. Труднощі у житті Ніязі поглиблюються і негараздами у відносинах з коханою жінкою Анною. Вона дорікає йому у малій кількості уваги до неї, вмовляючи кинути роботу, яка забирає у нього багато сил і часу. Анна міркує над розірванням відносин з Сахібом — адже в неї закоханий льотчик Гані. У лікарню потрапляє старий народний цілитель Табіб з роздробленими кістками стегна і ніг. Лікарі збиралися робити ампутацію, але Ніязі вирішує врятувати ноги потерпілому. Операція пройшла успішно. Потім, Ніязі відправився на фронт, де робив операції бійцям за своїм методом. Але після важкого поранення він повертається до Ташкенту, де продовжує свої досліди. Після усвідомлення своєї помилки, Анна стає його вірною помічницею.

## У ролях
- Шукур Бурханов — Сахіб Ніязі
- Ніна Зорська — Анна
- Еммануїл Геллер — доктор Хачатуров
- Назіра Алієва — Назір-Опа
- Рахім Пірмухамедов — Табіб
- Іван Кузнецов — Гані Рахманов, льотчик
- А. Милославський — Бахрушев
- Петро Давидов — головлікар

## Знімальна група
- Режисер — Каміл Ярматов
- Сценаристи — Олексій Спєшнєв, Яків Ялунер
- Оператор — Андрій Булинський
- Композитор — Олексій Козловський
- Художник — Варшам Єремян